# Kasteparabel
Kasteparablen er vejen, en genstand følger tæt på Jordens overflade - fx ved et kast. Parablen gælder, når kun tyngdekraften virker på genstanden, mens luftmodstand ignoreres. Problemet kaldes også for det skrå kast.

## Parablen
For et legeme der skydes af sted fra startpunktet {\displaystyle (x_{0},y_{0})=(0,0)} med startfarten {\displaystyle v_{0}} og affyringsvinklen {\displaystyle \alpha } i forhold til vandret ({\displaystyle x}-retningen), er kasteparablen givet ved
{\displaystyle y(x)=-{\frac {g}{2v_{0}^{2}\cos ^{2}(\alpha )}}x^{2}+\tan(\alpha )x}
hvor {\displaystyle g} er tyngdeaccelerationen. Her bevæger legemet sig i {\displaystyle xy}-planet, og tyngdekraften virker modsat {\displaystyle y}-retningen.

## Udledning af parablen
Når formlen for kasteparablen udledes, tages luftmodstanden ikke i betragtning, da den umuliggør både en parabel og den analytiske metode i det hele taget – se også afsnittet om det skrå kast ved luftmodstand. Dette er en god model, så længe luftmodstanden er meget lille i forhold til tyngdekraften.
Kasteparablen beskriver et legeme, der bliver sendt afsted uden luftmodstand ved en given vinkel, {\displaystyle \alpha }, i forhold til vandret; denne vinkel kaldes elevationen. Legemet har en given starthastighed {\displaystyle {\vec {v}}_{0}} givet ved
{\displaystyle {\vec {v}}_{0}={v_{0x} \choose v_{0y}}={v_{0}\cos(\alpha ) \choose v_{0}\sin(\alpha )}.}
Så snart legemet er sendt af sted, er det ikke påvirket af andre kræfter end tyngdekraften. Tyngdeaccelerationen er lodret og nedadrettet. Derfor må hastigheden i x-aksens retning være konstant og givet ved
{\displaystyle v_{x}=v_{0x}=v_{0}\cos(\alpha )}
På samme måde kan legemets position på et givent tidspunkt {\displaystyle t} bestemmes:
{\displaystyle x=v_{0}\cos(\alpha )t+x_{0},}
hvor {\displaystyle x_{0}} er positionen til tiden {\displaystyle t=0}.
Accelerationen i lodret plan er en konstant, negativ acceleration {\displaystyle -g} jf. Galileis faldlov, og bevægelsen i y-aksens retning er derfor:
{\displaystyle v_{y}=-gt+v_{0}\sin(\alpha )}
og den tilsvarende position er:
{\displaystyle y=-{\frac {1}{2}}gt^{2}+v_{0}\sin(\alpha )t+y_{0}}
hvor {\displaystyle y_{0}} er positionen til tiden {\displaystyle t=0}.
Den samlede hastighed som funktion af tiden er altså:
{\displaystyle {\vec {v}}(t)={v_{0}\cos(\alpha ) \choose -gt+v_{0}\sin(\alpha )}}
og positionen {\displaystyle {\vec {r}}} som funktion af tiden er:
{\displaystyle {\vec {r}}(t)={v_{0}\cos(\alpha )t+x_{0} \choose -{\frac {1}{2}}gt^{2}+v_{0}\sin(\alpha )t+y_{0}}}
At kastebanen har form som en matematisk parabel kan ikke umiddelbart ses ud fra dette. For at genkende parablen, skal {\displaystyle y}-koordinaten udtrykkes som funktion af {\displaystyle x} i stedet for {\displaystyle t}. Først kan {\displaystyle t} isoleres i udtrykket for {\displaystyle x}:
{\displaystyle t={\frac {x-x_{0}}{v_{0}\cos(\alpha )}}}
Dette indsættes i formlen for {\displaystyle y}-koordinaten:
{\displaystyle {\begin{aligned}y(x)&=-{\frac {1}{2}}g\left({\frac {x-x_{0}}{v_{0}\cos(\alpha )}}\right)^{2}+v_{0}\sin(\alpha ){\frac {x-x_{0}}{v_{0}\cos(\alpha )}}+y_{0}\\y(x)&=-{\frac {g}{2v_{0}^{2}\cos ^{2}(\alpha )}}(x-x_{0})^{2}+\tan(\alpha )(x-x_{0})+y_{0}\end{aligned}}}
Det ses, at leddene foran {\displaystyle (x-x_{0})^{2}} og {\displaystyle (x-x_{0})} udelukkende består af konstanter, og dermed er udtrykket for en parabel.
Hvis bevægelsen starter i {\displaystyle (x_{0},y_{0})=(0,0)}, reducerer kasteparablen til
{\displaystyle y(x)=-{\frac {g}{2v_{0}^{2}\cos ^{2}(\alpha )}}x^{2}+\tan(\alpha )x}
og det bliver mere tydeligt, at det er en parabel.

## Rækkevidde
Kasteparablens praktiske styrke er, at den muliggør beregning af, hvor langt et projektil kan nå.

### Kastelængde
Ovenstående udtryk for kasteparablen giver al den nødvendige information til at beregne hvor langt og hvor højt et legeme vil bevæge sig. For enkelthedens skyld, antages det at startpositionen er {\displaystyle (x_{0},y_{0})=(0,0)}. 
Det første man kan beregne er hvornår legemet rammer jorden. Denne situation svarer til at kasteparablen skærer x-aksen, dvs. {\displaystyle y(x)=0},
{\displaystyle 0=-{\frac {g}{2v_{0}^{2}\cos ^{2}(\alpha )}}x^{2}+\tan(\alpha )x.}
som løses ved brug af standardløsningsformlen for nulpunkter i et andengradspolynomium,
{\displaystyle {\begin{aligned}x=&{\frac {-\tan(\alpha )\pm {\sqrt {\tan(\alpha )^{2}-4\left(-{\frac {g}{2v_{0}^{2}\cos(\alpha )^{2}}}\right)0}}}{2\left(-{\frac {g}{2v_{0}^{2}\cos(\alpha )^{2}}}\right)}}\\x=&{\frac {-\tan(\alpha )\pm {\sqrt {\tan(\alpha )^{2}}}}{-{\frac {g}{v_{0}^{2}\cos(\alpha )^{2}}}}}\\x=&\left(\tan(\alpha )\mp \tan(\alpha )\right){\frac {v_{0}^{2}\cos(\alpha )^{2}}{g}}\\x=&0\quad {\text{eller}}\quad x={\frac {2v_{0}^{2}\tan(\alpha )\cos(\alpha )^{2}}{g}}={\frac {2v_{0}^{2}\sin(\alpha )\cos(\alpha )}{g}}\end{aligned}}}
Løsningen {\displaystyle x=0} giver bare skæringen med y-aksen i startpunktet {\displaystyle (x_{0},y_{0})=(0,0)}, og er derfor ikke relevant. Den anden løsning giver derimod den maksimale kastelængde,
{\displaystyle x_{max}={\frac {2v_{0}^{2}\sin(\alpha )\cos(\alpha )}{g}}={\frac {v_{0}^{2}\sin(2\alpha )}{g}}}
hvor det er brugt, at
{\displaystyle 2\sin(\alpha )\cos(\alpha )=\sin(2\alpha )}
Hvis {\displaystyle x_{\text{max}}} skal være størst muligt, skal {\displaystyle \sin(2\alpha )=1}. Da {\displaystyle \sin(90^{\circ })=1}, må den optimale kastevinkel være halvdelen af {\displaystyle 90^{\circ }}:
{\displaystyle \alpha _{\text{optimal}}=45^{\circ }}.
Dette resultat ændrer sig, hvis genstanden lander i en anden højde, end den kastes fra, for eksempel i et spydkast eller kuglestød.

### Kastehøjde
Der, hvor legemet er højest oppe, kan findes ved at bruge symmetri. Parablen er symmetrisk omkring toppunktet, dvs. der hvor legemet vender retning og har opnået sin maksimale højde. Dette betyder, at x-værdien for toppunktet ligger midt mellem parablens skæringer med x-aksen,
{\displaystyle x_{\text{top}}={\frac {1}{2}}x_{\text{max}}={\frac {v_{0}^{2}\sin(2\alpha )}{2g}}}
Herfra findes højden i dette punkt, ved at indsætte {\displaystyle x_{\text{top}}} i udtrykket for {\displaystyle y(x)},
{\displaystyle {\begin{aligned}y_{\text{max}}=&y(x_{\text{top}})=-{\frac {g}{2v_{0}^{2}\cos ^{2}(\alpha )}}\left({\frac {v_{0}^{2}\sin(\alpha )\cos(\alpha )}{g}}\right)^{2}+\tan(\alpha ){\frac {v_{0}^{2}\sin(\alpha )\cos(\alpha )}{g}}\\y_{\text{max}}=&-{\frac {v_{0}^{2}\sin(\alpha )^{2}}{2g}}+{\frac {v_{0}^{2}\sin(\alpha )^{2}}{g}}\\y_{\text{max}}(\alpha )=&{\frac {v_{0}^{2}\sin(\alpha )^{2}}{2g}}\end{aligned}}}
Heraf ses det, at den maksimale højde nås ved et lodret kast, dvs. med en affyringsvinkel på {\displaystyle \alpha =90^{\circ }}, da {\displaystyle \sin(90^{\circ })=1}. Den maksimale højde er da givet ved:

| {\displaystyle y_{\text{max}}(90^{\circ })=y_{0}+{\frac {v_{0}^{2}}{2g}}} | \| \| \| \| \| \| \| \| | (1) |
|                                                                           |                         |     |
|                                                                           |                         |     |
hvor {\displaystyle y_{0}} er lagt til som en arbitrær starthøjde.

### Generel rækkevidde
Hvis et projektil kan sendes afsted med en maksimal startfart, men med forskellige vinkler, er der et helt område i {\displaystyle xy}-planet, som kan rammes af projektilet. Dette område er afgrænset af kasteparablens indhylningskurve.
En funktion {\displaystyle F} lig med nul kan opstilles:
{\displaystyle F(x,y,\alpha )=-{\frac {g}{2v_{0}^{2}\cos ^{2}(\alpha )}}x^{2}+\tan(\alpha )x-y=0}
Den afledte med hensyn til {\displaystyle \alpha } er da:
{\displaystyle {\frac {\partial F}{\partial \alpha }}={\frac {x}{\cos ^{2}(\alpha )}}-{\frac {gx^{2}\tan(\alpha )}{v_{0}^{2}\cos ^{2}(\alpha )}}=0}
Dermed er {\displaystyle \alpha } givet ved:
{\displaystyle \tan(\alpha )={\frac {v_{0}^{2}}{gx}}}
eller
{\displaystyle {\frac {1}{\cos ^{2}(\alpha )}}={\frac {v_{0}^{4}}{g^{2}x^{2}}}+1}
Dette indsættes i udtrykket for {\displaystyle F}, og {\displaystyle y} isoleres:
{\displaystyle y(x)={\frac {v_{0}^{2}}{2g}}-{\frac {g}{2v_{0}^{2}}}x^{2}}
Dette er indhylningskurven.

## Beregning af hastigheden
Den resulterende hastighed kan beregnes ud fra x-hastigheden og y-hastigheden.
Da der er tale om vektorer, kan man tegne kræfternes parallelogram, der dog ikke har noget med kræfter at gøre i denne anvendelse.
Da hastighederne har en x-retning og en y-retning, må de være vinkelret på hinanden. Dermed danner de med den resulterende hastighed en retvinklet trekant, hvor x-hastigheden er den ene katete, y-hastigheden er den anden katete, og den resulterende hastighed er hypotenusen. Ifølge den pythagoræiske læresætning har man at
{\displaystyle v={\sqrt {v_{x}^{2}+v_{y}^{2}}}}
Med de tidligere fundne udtryk for x-hastigheden og y-hastigheden har man:
{\displaystyle v={\sqrt {(v_{0}\cos(\alpha ))^{2}+(-gt+v_{0}\sin(\alpha ))^{2}}}.\,}

## Korrektioner
Kasteparablen er en simpel model og kan forbedres ved at ændre antagelserne. Det følgende præsenterer korrektioner til kasteparablen.

### Luftmodstand
En af de meste praktiske korrektioner er inklusion af luftmodstand, der generelt gør et projektils rækkevidde kortere.

### Newtonsk tyngdekraft
For kasteparablen antages det, at det kastede objekt er tæt på jordoverfladen, og at tyngdeaccelerationen derfor kan betragtes som konstant. For større afstande over jordoverfladen beskrives gravitionen dog bedre af newtonsk tyngdekraft:
{\displaystyle {\vec {F}}=-{\frac {GMm}{r^{2}}}{\hat {r}}}
hvor {\displaystyle G} er den universelle gravitationskonstant, {\displaystyle M} er Jordens masse, {\displaystyle r} er afstanden til Jordens centrum, og {\displaystyle {\hat {r}}} angiver retningen væk fra Jorden.
Tilsvarende er den potentielle energi:
{\displaystyle V(r)=-{\frac {GMm}{r}}}
Hvis {\displaystyle R} er Jordens radius, er tyngdeaccelerationen i kasteparablen givet ved:
{\displaystyle g={\frac {GM}{R^{2}}}}

#### Lodret kast
Betydningen af Newtonsk tyngdekraft er lettest at vise med et lodret kast. Ligning 1 kan udledes ved at sætte den kinetiske energi i starten til at være lig ændringen i potentiel energi fra start til top. Derved fås:
{\displaystyle {\begin{aligned}mg\left(y_{\text{max}}-y_{0}\right)&={\frac {1}{2}}mv_{0}^{2}\\y_{\text{max}}-y_{0}&={\frac {1}{2g}}v_{0}^{2}\\y_{\text{max}}&={\frac {v_{0}^{2}}{2g}}+y_{0}\end{aligned}}}
Tilsvarende udledning er mulig med potentialet i Newtonsk tyngdekraft. Ændringen i potentiel energi er da:
{\displaystyle \Delta V=GMm\left({\frac {1}{R+y_{0}}}-{\frac {1}{R+y_{\text{max}}}}\right)}
hvor {\displaystyle y} er målt for jordoverfladen, og {\displaystyle R} er Jordens radius.
Dette sættes lig den kinetiske energi, og {\displaystyle y_{\text{max}}} isoleres:
{\displaystyle {\begin{aligned}GMm\left({\frac {1}{R+y_{0}}}-{\frac {1}{R+y_{\text{max}}}}\right)&={\frac {1}{2}}mv_{0}^{2}\\{\frac {1}{R+y_{0}}}-{\frac {1}{R+y_{\text{max}}}}&={\frac {v_{0}^{2}}{2GM}}\\{\frac {1}{R+y_{\text{max}}}}&={\frac {1}{R+y_{0}}}-{\frac {v_{0}^{2}}{2GM}}\\R+y_{\text{max}}&={\frac {1}{{\frac {1}{R+y_{0}}}-{\frac {v_{0}^{2}}{2GM}}}}\\R+y_{\text{max}}&={\frac {(R+y_{0})2GM}{2GM-v_{0}^{2}(R+y_{0})}}\\y_{\text{max}}&={\frac {(R+y_{0})2GM}{2GM-v_{0}^{2}(R+y_{0})}}-R\\y_{\text{max}}&={\frac {(R+y_{0})2GM-2GMR+v_{0}^{2}R(R+y_{0})}{2GM-v_{0}^{2}(R+y_{0})}}\end{aligned}}}
Dette udtryk kan forsimples lidt ved at dividere med {\displaystyle R^{2}} og indsætte tyngdeaccelerationen:
{\displaystyle {\begin{aligned}y_{\text{max}}&={\frac {(R+y_{0})2{\frac {GM}{R^{2}}}R^{2}-2{\frac {GM}{R^{2}}}R^{2}R+v_{0}^{2}R(R+y_{0})}{2{\frac {GM}{R^{2}}}R^{2}-v_{0}^{2}(R+y_{0})}}\\y_{\text{max}}&={\frac {(R+y_{0})2gR^{2}-2gR^{3}+v_{0}^{2}R(R+y_{0})}{2gR^{2}-v_{0}^{2}(R+y_{0})}}\\y_{\text{max}}&={\frac {2gR^{3}+2gR^{2}y_{0}-2gR^{3}+v_{0}^{2}R^{2}+v_{0}^{2}Ry_{0}}{2gR^{2}-v_{0}^{2}R-v_{0}^{2}y_{0}}}\\y_{\text{max}}&={\frac {v_{0}^{2}R^{2}+(2gR+v_{0}^{2})Ry_{0}}{2gR^{2}-v_{0}^{2}R-v_{0}^{2}y_{0}}}\end{aligned}}}
Hvis {\displaystyle y_{0}} er nul, bliver udtrykket simplere:
{\displaystyle {\begin{aligned}y_{\text{max}}&={\frac {v_{0}^{2}R^{2}}{2gR^{2}-v_{0}^{2}R}}\\y_{\text{max}}&={\frac {R}{{\frac {2gR}{v_{0}^{2}}}-1}}\end{aligned}}}
For en lille startfart reducerer udtrykket til:
{\displaystyle y_{\text{max}}={\frac {v_{0}^{2}}{2g}}}
hvilket stemmer overens med kasteparablen. Højden divergerer dog, når nævneren går mod nul. Dette sker ved en fart {\displaystyle v_{\text{esc}}} givet ved:
{\displaystyle {\begin{aligned}{\frac {2gR}{v_{\text{esc}}^{2}}}-1=&0\\{\frac {2gR}{v_{\text{esc}}^{2}}}=&1\\{\frac {v_{\text{esc}}^{2}}{2gR}}=&1\\v_{\text{esc}}^{2}=&2gR\\v_{\text{esc}}=&{\sqrt {2gR}}\end{aligned}}}
Dette er undvigelseshastigheden og er den lavest mulige fart, der skal til for at forlade Jorden. Da tyngdeaccelerationen ved kasteparablen er konstant, har den model ikke nogen undvigelseshastighed.

#### Skråt kast
For et skråt kast generelt, hvor hastigheden ikke overstiger undvigelseshastigheden, er kasteparablen egentlig en approksimation af en del af et elliptisk kredsløb beskrevet med Keplers love.
Med andre ord er kasteparablen et Taylorpolynomium til anden  orden. Dette kan vises ved at tage udgangspunkt i udtrykket for et elliptisk kredsløb:
{\displaystyle r(\theta )={\frac {1}{k_{1}\cos(\theta )+{\frac {1}{p}}}}}
hvor {\displaystyle r} er afstanden til Jordens centrum, {\displaystyle \theta } er vinklen, og {\displaystyle p} og {\displaystyle k} er konstanter. Den første konstant er givet ved:
{\displaystyle p={\frac {L^{2}}{GMm^{2}}}}
hvor {\displaystyle L} er impulsmomentet, {\displaystyle G} er den universelle gravitationskonstant, {\displaystyle M} er Jordens masse, og {\displaystyle m} er den kastede genstands masse.
Taylorpolynomiet af {\displaystyle r} er givet ved:
{\displaystyle r(\theta )\approx r(\theta _{0})+\left({\frac {\partial r}{\partial \theta }}\right)_{\theta _{0}}(\theta -\theta _{0})+{\frac {1}{2}}\left({\frac {\partial ^{2}r}{\partial \theta ^{2}}}\right)_{\theta _{0}}(\theta -\theta _{0})^{2}}
hvor {\displaystyle \theta _{0}} er startvinklen i forhold til Jordens centrum. Ved denne vinkel er afstanden til Jorden centrum blot lig med Jordens radius:
{\displaystyle r(\theta _{0})=R}
Størrelsen {\displaystyle \theta -\theta _{0}} er den rejste vinkel. Da en cirkels omkreds er radius gange {\displaystyle 2\pi }, er den rejste afstand {\displaystyle x} ved jordoverfladen givet ved:
{\displaystyle \mathrm {d} x=R\mathrm {d} \theta }
Så:
{\displaystyle x=R(\theta -\theta _{0})}
Højden {\displaystyle y} over jordoverfladen er derfor:
{\displaystyle y(x)=r(\theta )-R\approx \left({\frac {\partial r}{\partial \theta }}\right)_{\theta _{0}}{\frac {x}{R}}+{\frac {1}{2}}\left({\frac {\partial ^{2}r}{\partial \theta ^{2}}}\right)_{\theta _{0}}\left({\frac {x}{R}}\right)^{2}}
Den første og anden afledte til {\displaystyle y} skal altså findes. Den første afledte er:
{\displaystyle \left({\frac {\partial r}{\partial \theta }}\right)_{\theta _{0}}={\frac {1}{(k_{1}\cos(\theta _{0})+{\frac {1}{p}})^{2}}}k_{1}\sin(\theta _{0})=r(\theta _{0})^{2}k_{1}\sin(\theta _{0})=R^{2}k_{1}\sin(\theta _{0})}
Starthældningen skal være lig med tangens til affyringsvinklen:
{\displaystyle \left({\frac {\partial r}{\partial x}}\right)_{\theta _{0}}=\tan(\alpha )}
Jf. relationen mellem {\displaystyle x} og {\displaystyle \theta _{0}}:
{\displaystyle \left({\frac {\partial r}{\partial \theta }}\right)_{\theta _{0}}=R\tan(\alpha )}
Og for den anden afledte:
{\displaystyle {\begin{aligned}\left({\frac {\partial ^{2}r}{\partial \theta ^{2}}}\right)_{\theta _{0}}&=2r(\theta _{0})\left({\frac {\partial r}{\partial \theta }}\right)_{\theta _{0}}k_{1}\sin(\theta _{0})+r(\theta _{0})^{2}k_{1}\cos(\theta _{0})\\\left({\frac {\partial ^{2}r}{\partial \theta ^{2}}}\right)_{\theta _{0}}&=2\left({\frac {\partial r}{\partial \theta }}\right)_{\theta _{0}}Rk_{1}\sin(\theta _{0})+R^{2}k_{1}\cos(\theta _{0})\\\left({\frac {\partial ^{2}r}{\partial \theta ^{2}}}\right)_{\theta _{0}}&={\frac {2}{R}}\left({\frac {\partial r}{\partial \theta }}\right)_{\theta _{0}}R^{2}k_{1}\sin(\theta _{0})+R^{2}k_{1}\cos(\theta _{0})\\\left({\frac {\partial ^{2}r}{\partial \theta ^{2}}}\right)_{\theta _{0}}&={\frac {2}{R}}\left({\frac {\partial r}{\partial \theta }}\right)_{\theta _{0}}^{2}+R^{2}k_{1}\cos(\theta _{0})\end{aligned}}}
Udtrykket for den første afledte indsættes:
{\displaystyle {\begin{aligned}\left({\frac {\partial ^{2}r}{\partial \theta ^{2}}}\right)_{\theta _{0}}&={\frac {2}{R}}R^{2}\tan ^{2}(\alpha )+R^{2}k_{1}\cos(\theta _{0})\\\left({\frac {\partial ^{2}r}{\partial \theta ^{2}}}\right)_{\theta _{0}}&=2R\tan ^{2}(\alpha )+R^{2}k_{1}\cos(\theta _{0})\end{aligned}}}
Det andet led indeholder to konstanter, som helst skal udtrykkes ved andre størrelser for at stemme overens med kasteparablen. Pga. udtrykket for {\displaystyle r}, er konstanten {\displaystyle k_{1}} er givet ved:
{\displaystyle {\begin{aligned}R&=r(\theta _{0})={\frac {1}{k_{1}\cos(\theta _{0})+{\frac {1}{p}}}}\\k_{1}&={\frac {1-{\frac {R}{p}}}{R\cos(\theta _{0})}}\end{aligned}}}
Dette indsættes til at starte med i den anden afledte:
{\displaystyle {\begin{aligned}\left({\frac {\partial ^{2}r}{\partial \theta ^{2}}}\right)_{\theta _{0}}&=2R\tan ^{2}(\alpha )+R^{2}{\frac {1-{\frac {R}{p}}}{R\cos(\theta _{0})}}\cos(\theta _{0})\\\left({\frac {\partial ^{2}r}{\partial \theta ^{2}}}\right)_{\theta _{0}}&=2R\tan ^{2}(\alpha )+R-{\frac {R^{2}}{p}}\end{aligned}}}

For et objekt der kastes ved Jordens overflade, kan impulsmomentet udtrykkes vha. startfarten, og affyringsvinklen:
{\displaystyle L=Rmv_{0}\cos(\alpha )}
hvor {\displaystyle R} er Jordens radius. Dermed er {\displaystyle p}:
{\displaystyle p={\frac {R^{2}m^{2}v_{0}^{2}\cos ^{2}(\alpha )}{GMm^{2}}}={\frac {R^{2}v_{0}^{2}}{GM}}\cos ^{2}(\alpha )={\frac {v_{0}^{2}}{g}}\cos ^{2}(\alpha )}
fordi
{\displaystyle g={\frac {GM}{R^{2}}}}
Dette udtryk for {\displaystyle p} indsættes:
{\displaystyle {\begin{aligned}\left({\frac {\partial ^{2}r}{\partial \theta ^{2}}}\right)_{\theta _{0}}&=2R\tan ^{2}(\alpha )+R-{\frac {R^{2}}{{\frac {v_{0}^{2}}{g}}\cos ^{2}(\alpha )}}\\\left({\frac {\partial ^{2}r}{\partial \theta ^{2}}}\right)_{\theta _{0}}&=2R\tan ^{2}(\alpha )+R-{\frac {R^{2}g}{v_{0}^{2}\cos ^{2}(\alpha )}}\end{aligned}}}
Tangens-funktionen kan med fordel omskrives til cosinus:
{\displaystyle \tan ^{2}(\alpha )={\frac {\sin ^{2}(\alpha )}{\cos ^{2}(\alpha )}}={\frac {1-\cos ^{2}(\alpha )}{\cos ^{2}(\alpha )}}={\frac {1}{\cos ^{2}(\alpha )}}-1}
Den anden afledte bliver da:
{\displaystyle {\begin{aligned}\left({\frac {\partial ^{2}r}{\partial \theta ^{2}}}\right)_{\theta _{0}}&=2R\left({\frac {1}{\cos ^{2}(\alpha )}}-1\right)+R-{\frac {R^{2}g}{v_{0}^{2}\cos ^{2}(\alpha )}}\\\left({\frac {\partial ^{2}r}{\partial \theta ^{2}}}\right)_{\theta _{0}}&={\frac {2R}{\cos ^{2}(\alpha )}}-2R+R-{\frac {R^{2}g}{v_{0}^{2}\cos ^{2}(\alpha )}}\\\left({\frac {\partial ^{2}r}{\partial \theta ^{2}}}\right)_{\theta _{0}}&=\left(2R-{\frac {R^{2}g}{v_{0}^{2}}}\right){\frac {1}{\cos ^{2}(\alpha )}}-R\end{aligned}}}
Endelig kan et udtryk for {\displaystyle y} opstilles:
{\displaystyle {\begin{aligned}y(x)&=\left(R\tan(\alpha )\right){\frac {x}{R}}+{\frac {1}{2}}\left(\left(2R-{\frac {R^{2}g}{v_{0}^{2}}}\right){\frac {1}{\cos ^{2}(\alpha )}}-R\right)\left({\frac {x}{R}}\right)^{2}\\y(x)&=\tan(\alpha )x+\left(\left({\frac {1}{R}}-{\frac {g}{2v_{0}^{2}}}\right){\frac {1}{\cos ^{2}(\alpha )}}-{\frac {1}{R}}\right)x^{2}\end{aligned}}}
For små afstande meget mindre end Jordens radius
{\displaystyle x\ll R}
er brøkerne med radiussen i nævneren tilnærmelsesvist 0:
{\displaystyle y(x)=\tan(\alpha )x-{\frac {g}{2v_{0}^{2}\cos ^{2}(\alpha )}}x^{2}}
Dermed er kasteparablen blevet udledt fra Keplers første lov.